# Vision des heiligen Hubertus (Mont-Villers)

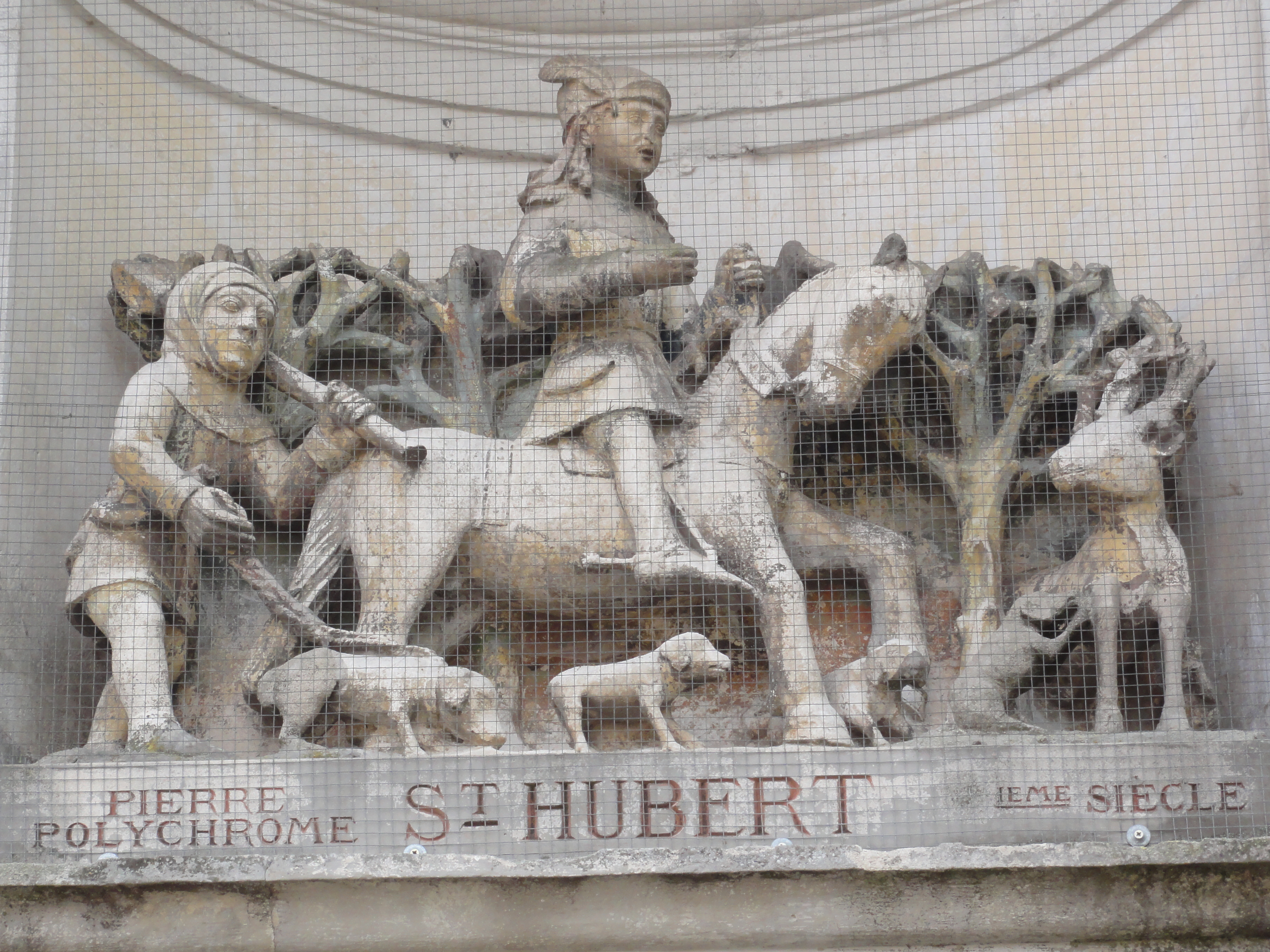
Relief Vision des heiligen Hubertus in Mont-Villers

Das Relief Vision des heiligen Hubertus an der Fassade der Kirche St-Martin (erbaut 1769) in Mont-Villers, einem Ortsteil der französische Gemeinde Bonzée im Département Meuse in der Region Grand Est, wurde im 16. Jahrhundert geschaffen. Im Jahr 1984 wurde das Relief als Monument historique in die Liste der geschützten Objekte (Base Palissy) in Frankreich aufgenommen.
Das Steinrelief in einer Nische über dem westlichen Portal ist 89 cm hoch und 127 cm breit. Der heilige Hubertus reitet auf einem Pferd, vor ihm steht ein Hirsch und hinter ihm ist ein Mann mit vier Hunden dargestellt. Über seiner linken Schulter trägt der Jagdbegleiter von Hubertus einen Schlegel. Die Spuren einer Farbfassung sind noch zu erkennen. 
Die Legende erzählt, dass sich Hubertus nach einer Vision, in der er ein Kruzifix im Geweih eines gejagten Hirsches sah, taufen ließ und der Jagd abschwor.